# NHK三河一宮テレビ中継局
NHK三河一宮テレビ中継局（エヌエイチケイみかわいちのみやテレビちゅうけいきょく）は、愛知県豊川市にあるテレビ中継局。

## 中継局概要

### デジタルテレビ
| リモコン キーID | 放送局名       | 物理 チャンネル | 空中線電力 | ERP   | 放送対象 地域 | 放送区域 内世帯数 | 偏波面   |
| --------------- | -------------- | --------------- | ---------- | ----- | ------------- | ----------------- | -------- |
| 2               | NHK 名古屋教育 | 27ch            | 50mW       | 600mW | 全国          | 約1,500世帯       | 垂直偏波 |
| 3               | NHK 名古屋総合 | 20ch            | 50mW       | 600mW | 愛知県        | 約1,500世帯       | 垂直偏波 |

## 廃止された局の概要

### アナログテレビ
| チャンネル | 放送局名       | 空中線電力           | ERP                 | 放送対象 地域 | 放送区域 内世帯数 | 偏波面   | 放送終了日     |
| ---------- | -------------- | -------------------- | ------------------- | ------------- | ----------------- | -------- | -------------- |
| 31ch       | NHK 名古屋総合 | 映像500mW/ 音声125mW | 映像6.6W/ 音声1.65W | 愛知県        | 約-世帯           | 垂直偏波 | 2011年 7月24日 |
| 33ch       | NHK 名古屋教育 | 映像500mW/ 音声125mW | 映像6.6W/ 音声1.65W | 全国          | 約-世帯           | 垂直偏波 | 2011年 7月24日 |

放送エリア
- 豊川市及び新城市の一部地域。

廃止日
- 2011年7月24日

## 所在地
- 豊川市金沢町字西峡 「照山」[1]

## 放送エリア

### デジタルテレビ
- 豊川市及び新城市の一部、約1,500世帯[2]。

## 歴史

### デジタルテレビ
- 2010年10月7日 予備免許交付
- 2010年10月13日 試験放送開始
- 2010年11月11日 免許交付[3]
- 2010年11月15日 放送開始

## その他
- 旧・宝飯郡一宮町域は豊橋中継局が受信可能な区域が大半だが、本宮山の山裾にある豊川市上長山町、東上町等で豊橋中継局からの電波が届きにくい区域があり、これらの区域を豊川の反対側から電波を発信してカバーしている。
- なお、在名民放局は当地に中継局を置いておらず、他の中継局などで受信する[4]。
- 当中継局のNHK教育テレビが、三重テレビ津本局と同一チャンネルを使用しているため、当中継局付近での三重テレビの直接受信は至難である。